# エインシャント・ドリームス〜太古の夢
『エインシャント・ドリームス〜太古の夢』（エインシャント・ドリームス〜たいこのゆめ、原題：Ancient Dreams）は、スウェーデンのヘヴィメタル・バンド、キャンドルマスが1988年に発表した3作目のスタジオ・アルバム。

## 背景

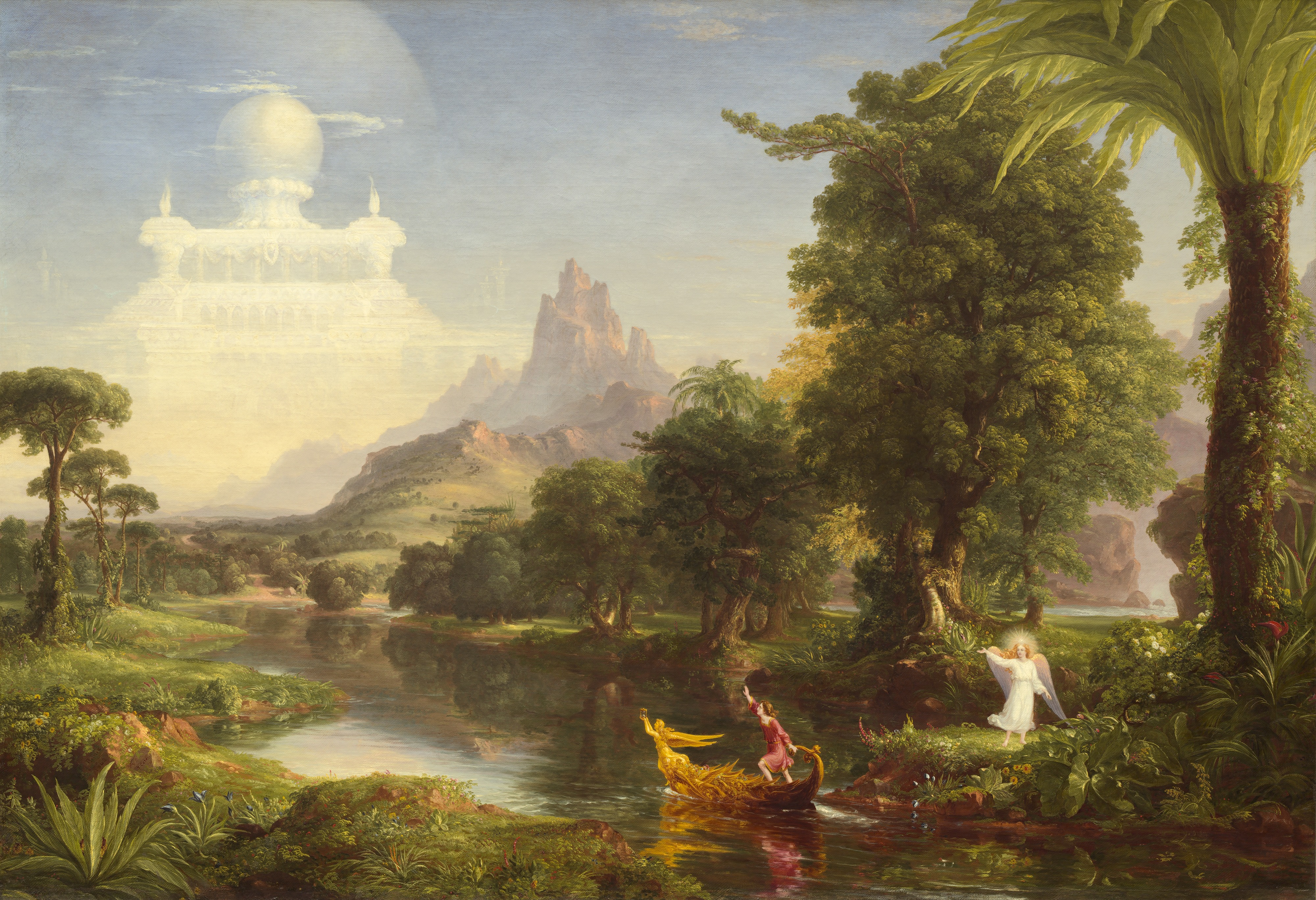
トマス・コール「人生の航路 青年期」

ジャケットにはトマス・コールの絵画「人生の航路 青年期」が使用された。CDボーナス・トラックの「ブラック・サバス・メドレー」は、ブラック・サバスの楽曲のうち「悪魔のしるし」、「スウィート・リーフ」、「血まみれの安息日」、「イントゥ・ザ・ヴォイド」、「エレクトリック・フューネラル」、「スーパーナート」、「黒い安息日」を取り上げた内容である。

## 反響・評価
母国スウェーデンではバンド初のアルバム・チャート入りを果たし、最高45位を記録した。また、アメリカの総合アルバム・チャートBillboard 200入りも果たし、174位を記録した。
広瀬和生は『BURRN!』1989年2月号のレヴューで100点満点中83点を付け「絶対に"速い曲"をやらないで、あくまでオジー・オズボーンが不気味に歌っていた頃のBLACK SABBATHを思わせる、引きずるような曲調に徹している」「BLACK SABBATHよりもギターはメロディアスで、割とテクニカル。そして歌メロは（意外というか当然というか）北欧的なモノを感じさせる」と評している。また、Eduardo Rivadaviaはオールミュージックにおいて5点満点中3点を付け「一聴した限りでは前作に及ばないかもしれないが、繰り返し聴けば、どの曲（大半は7分に及ぶ長さである）も、前作と同様に感動的であることが分かるだろう」と評している。

## 収録曲
特記なき楽曲はレイフ・エドリング作。
1. ミラー・ミラー - "Mirror Mirror" – 6:19
2. ア・クライ・フロム・ザ・クリプト - "A Cry from the Crypt" – 7:26
3. ダークネス・イン・パラダイス - "Darkness in Paradise" – 6:48
4. 邪悪の化身 - "Incarnation of Evil" – 7:19
5. 苦しみを運ぶ者 - "Bearer of Pain" – 7:25
6. エインシャント・ドリームス - "Ancient Dreams" – 7:04
7. アカロンの鐘 - "The Bells of Acheron" – 5:21
8. イピスルNO. 81 - "Epistle No. 81" (Carl Michael Bellman/arr. by Leif Edling) – 4:38

### CDボーナス・トラック
1. ブラック・サバス・メドレー - "Black Sabbath Medley" (Ozzy Osbourne, Tony Iommi, Geezer Butler, Bill Ward) – 6:16

## 参加ミュージシャン
- メサイア・マーコリン - ボーカル
- ラーズ・ヨハンソン - リードギター
- マッツ・ビョークマン - リズムギター
- レイフ・エドリング - ベース
- ヤン・リンドー - ドラムス